# 471 Папагена
471 Папагена (471 Papagena) — астероїд головного поясу, відкритий 7 червня 1901 року Максом Вольфом у Гейдельберзі.